# George Morrow
George Morrow est un contrebassiste américain de jazz, né le 15 août 1925 et décédé le 26 mai 1992. Principalement associé au batteur Max Roach et au trompettiste Clifford Brown, Morrow collabore également sur des enregistrements de Sonny Rollins et Sonny Stitt,.

## Biographie
Après s'être initié au violon et au violoncelle dans son enfance, Morrow choisit la contrebasse quelques années plus tard. Après le conservatoire à Los Angeles et l'armée, il a l'occasion de jouer aux côtés de musiciens reconnus tels que Charlie Parker, Sonny Criss, Teddy Edwards, Hampton Hawes ainsi que d'autres musiciens de Los Angeles. Entre 1948 et 1953 Morrow se produit à San Francisco, apparaissant souvent au Bop City et accompagnant de grands noms du jazz comme Dexter Gordon, Wardell Gray, Billie Holiday et Sonny Clark entre autres. Il rejoint à partir de 1954 le quintet Clifford Brown-Max Roach avec lequel il enregistre plusieurs albums ainsi qu'avec Sonny Rollins en 1956,.

## Discographie
Principales collaborations.
| Artiste                   | Sortie         | Label        | Nom de l'album                                                                         |
| ------------------------- | -------------- | ------------ | -------------------------------------------------------------------------------------- |
| Clifford Brown- Max Roach | 1954 1955 1956 | Verve EmArcy | Brown and Roach Incorporated Clifford Brown & Max Roach Study in Brown At Basin Street |
| Max Roach                 | 1956           | Columbia     | Max Roach + 4                                                                          |
| Sonny Rollins             | 1956           | Prestige     | Work Time                                                                              |
| Sonny Rollins             | 1956           | Prestige     | Sonny Rollins Plus 4                                                                   |
| Sonny Rollins             | 1956           | Prestige     | Rollins Plays for Bird                                                                 |
| Sonny Rollins             | 1956           | Prestige     | Tour de Force                                                                          |
| Sonny Stitt               | 1959           | Verve        | The Hard Swing                                                                         |